# Etne
Etne ist eine Kommune ganz im Süden der norwegischen Provinz (Fylke) Vestland. Sie grenzt an die Kommunen Kvinnherad, Ullensvang, Vindafjord und Sauda (die beiden letztgenannten in Rogaland). Die Kommune gehört zur Landschaft Haugaland.
Rund die Hälfte der Einwohner wohnen in den Ortschaften Etnesjøen und Skånevik.
Die Nachbarkommunen Ølen und Vindafjord schlossen sich am 1. Januar 2006 zusammen. Die Kommune Etne wurde eingeladen, an diesem Zusammenschluss teilzunehmen, hat sich aber für eine weitere Eigenständigkeit entschieden.

## Wappen
Das Kommunewappen symbolisiert die zwei früheren Kommunen Etne und Skånevik, die in der Mitte der 1960er-Jahre zur Kommune Etne vereinigt wurden. Es wurde von Magnus Hardeland entworfen. Dieser starb aber, bevor die Arbeit fertig wurde, und das Wappen wurde daher von John Digernes fertiggestellt.
Beschreibung: In Blau und Silber mit Schwalbenschwanzschnitt gespalten.

## Sehenswürdigkeiten
Die Felsritzungen auf dem Bruteigsteinen verweisen auf die Bronzezeit.
Etwa 2 km vom Zentrum Etnesjøens entfernt befindet sich die Stødle-Kirche, deren ältester Teil aus dem Jahre 1160 stammt. Im 17. Jahrhundert wurde der Bau um ein hölzernes Kirchenschiff erweitert. Die Kirche war die Hauskapelle des auf dem gleichnamigen Hof residierenden Häuptlings Erling Skakke.

## Persönlichkeiten aus Etne
- Gunnar Berge (* 1940), Politiker
- Chris Jespersen (* 1983), Skilangläufer
- Hans Olav Tungesvik (1936–2017), Psychologe und Politiker